# American Football und Cheerleading Verband Nordrhein-Westfalen
Der American Football und Cheerleading Verband Nordrhein-Westfalen e. V. ist die verantwortliche Institution für die Belange und den Spielbetrieb des American Football im Bundesland Nordrhein-Westfalen.

## Geschichte
Der American Football Verband Nordrhein-Westfalen e. V. (AFV-NRW) wurde am 3. Februar 1980 in Düsseldorf gegründet. Der Verband initiierte zunächst in Eigenregie die Nordwestdeutsche Football Liga. Später war der, damals noch nur AFV genannte Verband, einer der Gründungsmitglieder des American Football Verband Deutschland. Im Zuge der Aufnahme von Cheerleading-Teams fand eine erneute Umbenennung in American Football und Cheerleading Verband NRW e. V. (AFCV NRW e. V.) statt. Der AFCV NRW e. V. hat rund 10.000 Mitglieder (Stand: Juli 2015).

## Erfolge
- Deutscher Meister (Herren-Tackle): Düsseldorf Panther (6×), Cologne Crocodiles (1×), Red Barons Cologne (1×)
- Eurobowl-Sieg (Herren-Tackle): Düsseldorf Panther (1×)
- Deutscher Meister (Flag): Bonn Gamecocks (1×), Assindia Cardinals Firebirds (1×)

## Landesjugendauswahl
Die Landesjugendauswahl des AFCV NRW ist die „GreenMachine“. Dabei handelt es sich um mehrere Auswahlmannschaften für Spieler im Alter U18, U16 und U14. Außerdem gibt es ein Damenteam. Als U17-Mannschaft nimmt sie zudem regelmäßig am jährlich stattfindenden Jugendländerturnier teil.
Nach dem ersten Landesmeistertitel 1998 konnte NRW elf weitere Jugendländerturniere für sich gewinnen, womit die „GreenMachine“ der Rekordsieger des Turniers ist.